# 春日国晃大
春日国 晃大（かすがくに あきひろ、1981年10月30日 - ）は、宮崎県小林市出身の元大相撲力士。本名は安冨 勇太。春日山部屋→追手風部屋→中川部屋所属。身長182.5cm、体重154.2kg。最高位は東幕下筆頭（2009年3月）。

## 経歴
小学校時代から野球と柔道を掛け持ちし、日章学園高等学校では野球部に所属、捕手として活躍した。白法山との知り合いがいた縁で20代春日山（元前頭・春日富士）が宮崎まで勧誘に訪れたため、春日山部屋に入門し、2000年3月場所で初土俵を踏む。2001年3月場所で三段目に昇進。2年後の2003年5月場所で幕下に上がる。2005年1月場所後、網膜剥離で入院し、3月場所は初めて休場する。5月場所は西幕下60枚目（最下位）まで下がるが、この地位で勝ち越してから番付を上げる。
途中、一度三段目に落ちるが、2009年1月場所では東幕下5枚目まで番付を上げた。当時の相撲雑誌には「十両目前」で十両に上がれば「金城以来の宮崎県出身の関取」と書かれた。この場所三番相撲（6日目）の中西戦で勝っていれば全勝で文句なしの十両昇進だったが行司の不手際で何もできないまま投げ飛ばされ物言いまでついたが判定は覆らなかった。最終的には6勝1敗の成績を納める。しかし、この場所十両から幕下に落ちる力士は2人しかいなく、場所後の番付編成会議で春日国より上位の福岡（のち隠岐の海、現・君ヶ濱）と霧の若（現・プロレスラー岡本将之）の十両昇進が決まり、春日国は見送られた。番付編成会議後の1月30日、十両の若麒麟（現・プロレスラー鈴川真一）が大麻取締法違反（大麻所持）で逮捕された。若麒麟は解雇され、十両に空席ができることになり、師匠は春日国が十両に上がれるか協会に交渉したが、番付編成会議後のため却下された。もし、若麒麟の解雇が番付編成会議前であれば春日国は十両に上がっていたことになる（3月場所の番付では若麒麟の地位（西十両筆頭）は空白となった）。3月場所は東幕下筆頭となり、2連敗のスタートで3番相撲（5日目）で初白星、9日目に4敗と負け越し、2勝5敗に終わり、十両力士2人と対戦したが全敗に終わった。この場所で負け越してから幕下中位で取るようになり、一時は三段目に落ちた。すぐに幕下に復帰し、再び上位に上がったが、十両に届くことはなく、番付を下げ、2016年1月場所で三段目に落ちてから幕下に復帰することなく、2019年9月場所で引退した。
引退後は川崎市内の蕨餅店に勤務し、病院の運転手を経て、愛知県内の鉄工所に勤務する。

## その他
兄の安冨茂男も力士で、旭富士の安治川部屋（現・伊勢ヶ濱部屋）に入り、1998年9月場所で初土俵を踏んだ。翌場所序ノ口に上がり、4勝3敗の成績を挙げ、1999年1月場所は最高位の序ノ口5枚目に上がったが、全休し、引退した。四股名は安治川部屋所属のため「あとみ」と読ませた。春日国も兄とは別に安治川から勧誘されたが、気乗りがせず断った。
2006年5月から横綱白鵬の付け人を2011年9月までの5年間、翌2012年11月から日馬富士の付け人を2017年11月に日馬富士が引退するまでの5年間務めた。その後中川部屋所属となり、同部屋が時津風一門に移ったため、2018年5月から鶴竜の付け人を春日国が引退するまでの2019年9月まで務めた。このため3人の横綱の付け人を務めた珍しい経歴の持ち主となった。
後に付け人を務める白鵬と鶴竜とは両力士が三段目の時に対戦があり、いずれの取組も負けた。
白鵬の付け人時代に師匠から世話人就任の打診があったが、「あくまで関取を目指したい」と断っている（幕下一桁まで番付を上げたのはこの打診を断った後のことである）。
幕下力士は十両と対戦する場合、幕下でも大銀杏が結える。春日国は宿舎で大銀杏を結って場所入り、同部屋の十両の春日王は場所入りしてから支度部屋で大銀杏を結うつもりだったため、幕下の春日国は大銀杏、十両の春日王は丁髷だった。場所入りの車中では二人は相手の頭を見ながら「どっちが関取だよ」と笑っていた。

## 改名
- 安冨 勇太 （やすとみ ゆうた）2000年3月場所-2000年11月場所
- 春日国 勇太 （かすがくに - ）2001年1月場所-2006年11月場所
- 春日国 晃大 （かすがくに あきひろ）2007年1月場所-2009年7月場所
- 春日国 勇太 （かすがくに ゆうた）2009年9月場所-2011年7月場所
- 宮ノ国 勇太 （みやのくに ゆうた）2011年9月場所-2012年3月場所
- 春日国 勇太 （かすがくに - ）2012年5月場所-2017年1月場所
- 春日国 浩三 （かすがくに こうぞう）2017年3月場所-2019年9月場所